# Valmigère
Valmigère é uma comuna francesa na região administrativa de Occitânia, no departamento de Aude. Estende-se por uma área de 5,94 km². Em 2010 a comuna tinha 20 habitantes (densidade: 3,4 hab./km²).